# Red Bull Stratos
A Red Bull Stratos egy sikeres világrekord-kísérlet volt az új-Mexikóban lévő Roswellben 2012. október 14-én, amelynek során bebizonyították, hogy lehetséges az embernek a sztratoszféra határáról leugrania és áttörni a hangsebességet. A programnak korábban többen ellenzői voltak és őrültségnek gondolták, pedig a múltban már többször történtek kísérletek arra, hogy miként tudnának léggömbből ejtőernyővel kiugrani a sztratoszféra határáról anélkül, hogy a pilóták sérülést szenvednének.

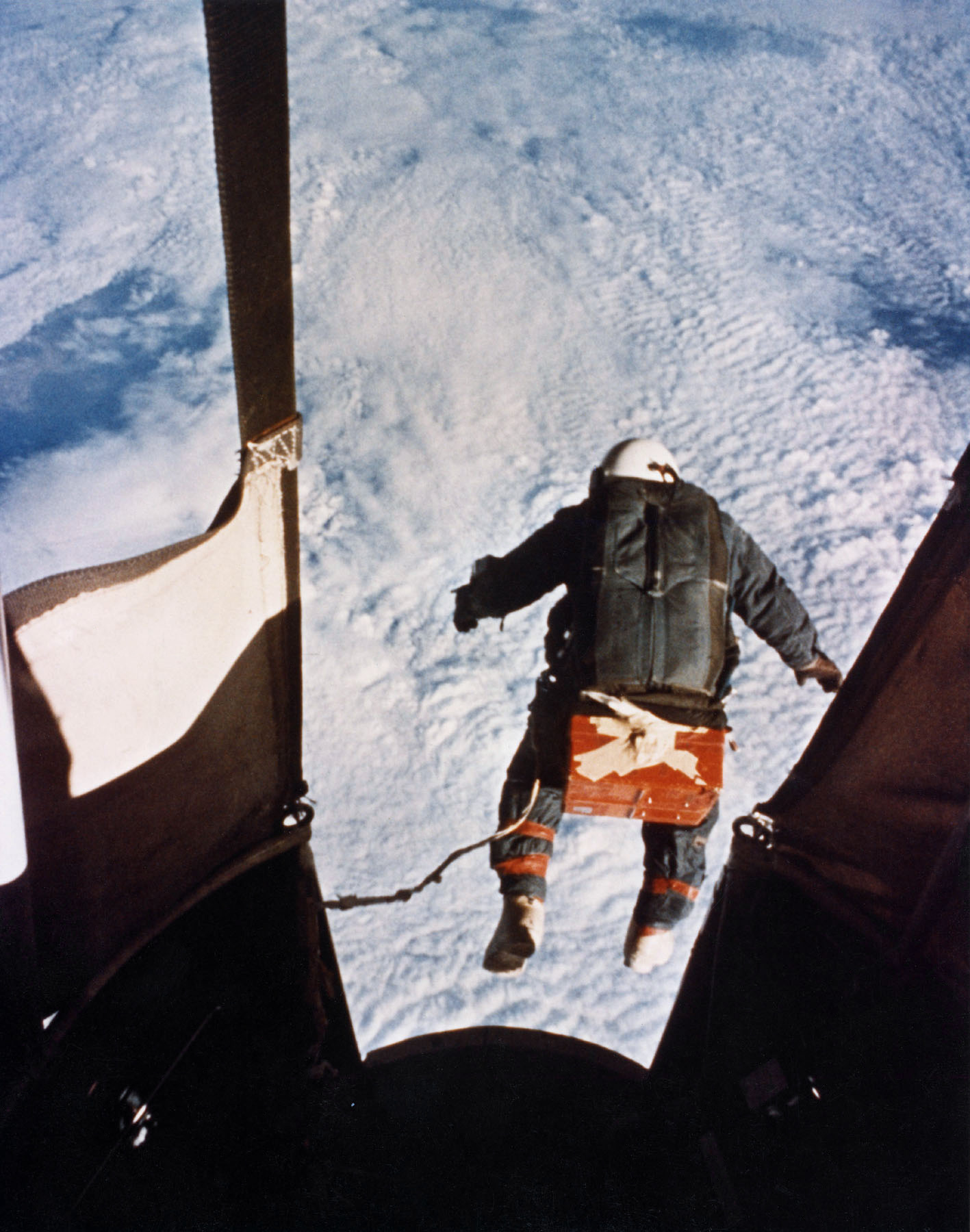
Joe Kittinger ugrása 1960-ban

A Red Bull Stratos program

## Előzmények
Az eseményre a Red Bull csapata 2005-től készült, pilótájukkal Felix Baumgartnerrel együtt. Az ugrás lehetőséget kínált arra, hogy adatokat gyűjthessen az űrhajósok és a pilóták vagy az esetleges űrturisták életmentésének fejlesztéséhez, az emberi test sztratoszférában való viselkedésének tanulmányozásához.
Már az 1920-as évektől kezdődően folytak kísérletek arra, hogyan tudnának a pilóták felemelkedni a sztratoszféra magasságába és onnan ugrásokat kivitelezni. Az 1950-es és az 1960-as évek űrprogramjai tették lehetővé, hogy a kutatások széles körűvé válhassanak. Felix Baumgartner elődje, Joe Kittinger 1960. augusztus 16-án 31 300 méter (102 800 láb) magasból ugrott le, és 4 perc 36 másodperc hosszan zuhant, elérve a 988 km/h-s sebességet. Nicholas Piantanida amerikai amatőr ejtőernyős, aki 1966. február 2-án 37 642 méter (123 500 láb) magasságot ért el Strato Jump II nevű léggömbjével, túlszárnyalva minden korábbi kísérletet; ezt a magasságot Felix Baumgartner 2012. október 14-én léggömbbel végrehajtott kísérletéig nem érte el senki sem.

## A kísérlet
A kísérletet az új-mexikói Roswellben hajtották végre, ahol ideális körülményeket tudtak teremteni hozzá. A tervezett ugrás 120 000 láb, kb. 36,5 km magasságban kellett hogy történjen, melynek során a pilóta 40 másodperc alatt 1110 km/óra sebességre gyorsul majd fel, ezzel szemben Baumgartner végül 39 045 méter magasból ugrott le.
Az első rekordkísérletet 2012. október 9-re tervezték, helyi idő szerint 11:42-re, de az erős szélben a 834 497 köbméter térfogatú ballon biztonságos felfújása meghiúsult, mivel a szél elcsavarta a ballont. A ballon csúcsánál 40 km/h-t is elérő széllökéseket mértek, pedig a szélsebesség nem haladhatja meg az 5 km/h-s sebességet. Emiatt a következő kísérletet vasárnapra október 14-re tették át, a halasztás mindannyiuk türelmét próbára tette, de a biztonság érdekében nem tehettek mást. Az ugrást követő sajtótájékoztatón Brian Utleya, a FAI rekordhitelesítő képviselője jelentette be, hogy Baumgartner 1342,8 kilométer/órás sebességet (Mach 1,24) ért el, és ezzel átlépte a hangsebességet. A pilóta a 39 045 méter magasból 4 perc 20 másodperc alatt zuhant le, szabadesésben megtéve 36 529 métert.
Az ugrás alatt testének egyetlen védelme az innovatív túlnyomásos űrruhája és sisakja volt, amelyek oxigénnel látták el a testét és a szükséges légnyomást biztosították. Ez azért volt nagyon fontos, mert körülbelül 18 900 méter feletti magasságban a testszövetekben található folyadék gázzá alakulhat, térfogata megnőhet és sérülést okozhat. A ruházat azonban a teste körül fenntartja a nyomást, megakadályozva a térfogatnövekedést. 1960-ban Joe Kittinger tapasztalta meg ezt a problémát, amikor sérült kesztyűvel ugrott ki a gondolából. Az alacsony nyomás és a nagy magasság hatására megdagadt a keze és ez meggátolta öltözetének dekompresszióját. A speciális ruha +38 °C és -68 °C közötti hőmérsékleten tudott védelmet nyújtani a számára.  A zuhanás stabilizálására egy speciális fékezőernyő állt rendelkezésre. Az ugrás adatokat gyűjtött és szolgáltat majd azzal kapcsolatban, hogy a következő űrrepülések során milyen védelmet kell kidolgozni az űrhajósok szervezetének megóvása érdekében.

## Magyar vonatkozások
A Red Bull Stratos küldetésnek magyar vonatkozásai is vannak. A kamerarendszerek kifejlesztésének felelős vezetője egy magyar származású férfi, Jay Nemeth, aki az ugrások képi rögzítésének technikai hátterét dolgozta ki. A leszállás utáni első képeket szintén egy magyar fiatalember, Gárdi Balázs fotóriporter készítette.